# Gare de Tōgane
La gare de Tōgane (東金駅, Tōgane-eki) est une gare ferroviaire de la ville de Tōgane, dans la préfecture de Chiba au Japon. Elle est exploitée par la compagnie JR East.

## Situation ferroviaire
La gare est située au point kilométrique (PK) 5,8 de la ligne Tōgane.

## Historique
La gare est inaugurée le 30 juin 1900.

## Service des voyageurs

### Accueil
La gare dispose d'un bâtiment voyageurs ouvert tous les jours, avec des guichets et des automates pour l'achat de titres de transport.

### Dispositions des quais
- Ligne Tōgane :
  - voie 1 : direction Ōami et Chiba
  - voie 2 : direction Narutō